# 雲をつかむ死
『雲をつかむ死』（くもをつかむし、原題：Death in the Clouds、アメリカ版原題：Death in the Air）は、イギリスの小説家アガサ・クリスティが1935年に発表した長編推理小説であり、探偵エルキュール・ポアロが登場する「エルキュール・ポアロ・シリーズ」の作品のひとつである。

## あらすじ
ポアロはイギリスに帰国するために、パリからクロイドン空港に向かう飛行機の後部に座っていた11人の乗客の一人だった。他の乗客は、推理作家のダニエル・クランシイ、フランスの考古学者アルマン・デュポンとその息子ジャン、歯科医のノーマン・ゲイル、耳鼻科医のブライアント、フランスの金貸しマダム・ジゼル、ビジネスマンのジェームズ・ライダー、ホーバリ伯爵夫人シシリ、貴族の令嬢ヴェニーシャ・カー、そしてジェーン・グレイなどである。飛行機が着陸間近になると、後部区画をスズメバチが飛び回り、スチュワードがジゼルが死んでいるのを発見する。機内でほとんど眠っていたポアロは、彼女がスズメバチに刺されて死んだという説を否定する。その代わりに、床に落ちていた矢の先端には毒が塗られており、ジゼルはその矢で首を刺されていたことが判明する。問題は、彼女が誰にも気づかれずに殺された方法である。
警察はポアロの座席の脇から小さな吹き矢の筒を発見する。検死審問で容疑者とされたことに腹を立てたポアロは、汚名を返上して事件を解決することを誓う。乗客の所持品リストを要求すると、彼は興味をそそられるものを書き留めるが、それが何であるか、どの乗客のものであるかは明言しない。ジェーンの協力を得て、ポアロはイギリスのジャップ警部、フランスのフルニエ警部と協力して捜査を進める。被害者の席のカップ&ソーサーにはコーヒースプーンが2本あったこと、吹き矢はパリでアメリカ人が買ったものであること、ホーバリ夫人はジゼルから借金をしていたが夫からは支払いを断られていたこと、ジゼルは貸した相手が返済を遅れないように脅迫していたこと、機内で被害者のそばを通ったのはスチュワードとクランシイだけだったこと、ホーバリ夫人のメイドが直前に頼み込んで搭乗していたこと、などの手がかりが次第に明らかになる。
ポアロはロンドンとパリの両方で調査を進める。パリ行きの飛行機でポアロは、機内で吹き矢などを使えば他の乗客に気づかれてしまうことを実験で確認する。その後、ジゼルには別居中の娘アン・モリソーがおり、彼女の財産を相続する立場にあることが判明する。ポアロはアンに会い、彼女にはアメリカ人かカナダ人の夫がいて、1カ月前に結婚したことを知る。その後、ポアロはアンに会ったことがあるような気がするとコメントする。ジェーンが爪をやすりで削る必要があると発言したとき、ポアロはアンがホーバリ夫人のメイド、マドレーヌであることに気づく。ポアロはすぐにフルニエにアンを探すように指示する。フランス警察はブローニュ行きの船上で彼女の遺体を発見、遺体のそばには瓶が置かれており、彼女は自分で毒を飲んだようだった。
ポアロは、ジャップ、ゲイル、クランシイの立ち会いのもと、事件の真相を明らかにする。ジゼルを殺したのは、彼女の財産を狙ったノーマン・ゲイルであった。殺人は周到に計画されていた。ゲイルは飛行機に歯科医の白衣を持ち込み、しばらくしてそれに着替えてスチュワードのふりをした。ジゼルにスプーンを届けるふりをして彼女を毒矢で刺し、死体が発見される前に白衣を脱いで自分の席に戻ったのである。アンの殺害は計画の一部だった。ゲイルは彼女がジゼルの娘であることを知って結婚し、後日カナダで彼女が母親の遺産を受け取った後、今度は自分が彼女から遺産を相続することを確実にした上で殺害しようと考えていたのだ。しかし、ポアロが会ったその日に彼女が遺産を要求してきたため、予定より早く殺さなければならなくなった。
機内にいたスズメバチは、ゲイルが持参したマッチ箱から放たれたもので、これと彼の白衣が持ち物リストにあったことがポアロの疑惑を引き起こしたのだった。ゲイルが機内に仕掛けたスズメバチと吹き矢の筒は、いずれも捜査を撹乱することを意図したものであった。ゲイルはポアロの推理を否定するが、警察が毒薬の入った瓶から自分の指紋を見つけたとポアロに嘘をつかれ、うっかりアン殺害に手袋をしたことを漏らしてしまい、逮捕される。その後、ポアロはジェーンと、事件中に彼女に恋したジャン・デュポンを引き合わせる。

## 登場人物
- エルキュール・ポアロ - 私立探偵
- ジェーン・グレイ - 美容院の助手
- ノーマン・ゲイル - 歯科医
- マダム・ジゼル（マリー・モリソー） - 金貸し業
- アン・モリソー - ジゼルの娘
- アレクザンドル・チボー - ジゼルの顧問弁護士
- シシリ・ホーバリ - 伯爵夫人
- ヴェニーシャ・アン・カー - 貴族の令嬢
- ドクター・ブライアント - 耳鼻咽喉科の医者
- アルマン・デュポン - 考古学者
- ジャン・デュポン - アルマンの息子
- ダニエル・マイクル・クランシイ - 探偵作家
- ジェームズ・ライダー - セメント会社の支配人
- ヘンリー・ミシェル - シニア・スチュワード
- アルバート・デイヴィス - セカンド・スチュワード
- ジャップ - イギリス警察の警部
- フルニエ - フランス警察の警部

## 出版
- 1956年5月『別冊宝石』55号「世界探偵小説全集18 アガサ・クリスティ篇（第二集）」 に「大空の死」（小山内徹=訳）、「負け犬」（都筑道夫=訳）、「なぜエヴァンスに頼まなかったんだ？」（平井イサク=訳）を収録。他に江戸川乱歩「クリスチー略伝」、表紙・目次は水田力。

| 題名                   | 出版社             | 文庫名                          | 訳者     | 巻末                                                                      | カバーデザイン     | 初版年月日     | ページ数 | ISBN              | 備考 |
| ---------------------- | ------------------ | ------------------------------- | -------- | ------------------------------------------------------------------------- | ------------------ | -------------- | -------- | ----------------- | ---- |
| 雲の中の殺人           | 大日本雄弁会講談社 | ポワロ探偵シリーズ 第9          | 松本恵子 |                                                                           |                    | 1956年         | 254      |                   | 絶版 |
| 雲をつかむ死           | 早川書房           | ハヤカワ・ポケット・ミステリ490 | 加島祥造 |                                                                           |                    | 1959年         | 225      |                   | 絶版 |
| 大空の死               | 東京創元社         | 創元推理文庫105-19              | 松元寛   |                                                                           |                    | 1961年         | 320      |                   | 絶版 |
| 雲をつかむ死           | 早川書房           | ハヤカワ・ミステリ文庫1-40      | 加島祥造 | アガサ・クリスティー長篇作品リスト                                        | 真鍋博             | 1978年11月30日 | 324      | 4-15-070040-0     | 絶版 |
| 大空の死               | 東京創元社         | 創元推理文庫105-19、新装版      | 松元寛   |                                                                           | ひらいたかこ       | 1982年         | 320      | 4-48-810519-X     | 絶版 |
| マダム・ジゼル殺人事件 | 新潮社             | 新潮文庫ク-3-17                 | 中村妙子 | 解説 中村妙子                                                             | 野中昇             | 1990年8月      | 356      | 4-10-213518-9     | 絶版 |
| 雲をつかむ死           | 早川書房           | クリスティー文庫10              | 加島祥造 | 解説 紀田順一郎                                                           | Hayakawa Design    | 2004年4月16日  | 396      | 4-15-130010-4     | 絶版 |
| 雲をつかむ死［新訳版］ | 早川書房           | クリスティー文庫10              | 田中一江 | 今、大いなる空へ！ー女王の華麗なる通過点（チェックポイント）ー 阿津川辰海 | 早川書房デザイン室 | 2020年6月18日  | 402      | 978-4-15-131010-2 |      |

児童書
| 題名                      | 出版社     | 文庫名                             | 訳者       | 巻末               | カバーデザイン                                                       | 初版年月日     | ページ数 | ISBN              | 備考   |
| ------------------------- | ---------- | ---------------------------------- | ---------- | ------------------ | -------------------------------------------------------------------- | -------------- | -------- | ----------------- | ------ |
| ABC怪事件・恐怖の旅客機   | あかね書房 | 少年少女世界推理文学全集7          | 塩谷太郎   | 監修：川端康成ほか | 絵:駒崎晶子                                                          | 1963年         | 212      |                   | 絶版   |
| 名探偵ポワロ恐怖の旅客機  | ポプラ社   | 世界名探偵シリーズ7                | 白木茂     |                    | 絵:山内秀一                                                          | 1973年9月      | 246      |                   | 絶版   |
| 恐怖の旅客機              | ポプラ社   | ジュニア世界ミステリー1            | 白木茂     |                    | 絵:古賀亜十夫                                                        | 1968年         | 237      |                   | 絶版   |
| 大空の殺人                | 偕成社     | 偕成社文庫3198                     | 茅野美ど里 |                    | 村上かつみ                                                           | 1993年7月1日   | 408      | 978-4036519804    | 絶版   |
| 大空をとぶ殺人            | 講談社     | 講談社青い鳥文庫                   | 花上かつみ |                    | 高松啓二                                                             | 2000年12月15日 | 388      | 4-06-148545-8     | 新書判 |
| 雲をつかむ死              | 早川書房   | クリスティー・ジュニア・ミステリ 6 | 田中一江   |                    | イラスト:横田美晴                                                    | 2008年4月23日  |          | 4-15-208911-3     | 絶版   |
| 名探偵ポアロ 雲をつかむ死 | 早川書房   | ハヤカワ・ジュニア・ミステリ 5     | 田中一江   |                    | イラスト:二階堂 彩 イラスト編集:サイドランチ 装幀:早川書房デザイン室 | 2020年5月26日  |          | 978-4-15-209925-9 |        |

コミック
| 題名       | 出版社           | 文庫名                                                                         | 訳者                            | 巻末 | カバーデザイン | 初版年月日     | ページ数 | ISBN           | 備考 |
| ---------- | ---------------- | ------------------------------------------------------------------------------ | ------------------------------- | ---- | -------------- | -------------- | -------- | -------------- | ---- |
| 雲の中の死 | 日本放送出版協会 | NHK出版コミックス NHKアニメ劇場 アガサ・クリスティーの名探偵ポワロとマープル 3 | 脚本=大橋志吉、 まんが=石川森彦 |      | 石川森彦       | 2005年 3月30日 | 189      | 978-4144540868 | 絶版 |